# Gregopimpla kuwanae
Gregopimpla kuwanae är en stekelart som först beskrevs av Henry Lorenz Viereck 1912.  Gregopimpla kuwanae ingår i släktet Gregopimpla och familjen brokparasitsteklar. Inga underarter finns listade i Catalogue of Life.